# Sadisme
Ne doit pas être confondu avec Saphisme.
Le sadisme est la recherche du plaisir dans la souffrance (physique ou morale : domination, contrôle) volontairement infligée à autrui (éventuellement à un animal ou à un enfant). Même si le sadisme revêt différentes manifestations, indépendamment de l'activité sexuelle, il y est fréquemment associé.
En psychanalyse, le sadisme est le plus souvent couplé au masochisme.

## Origine du terme
Le terme est issu du nom de l'écrivain français Donatien Alphonse François, marquis de Sade (1740-1814). La première définition apparait dans le Dictionnaire universel de la langue française de Boiste (8e édition, 1834), ouvrage revu et augmenté par Charles Nodier : l'occurrence apparaît vingt ans à peine après la mort de Sade. La notice du dictionnaire de Boiste définit le sadisme ainsi : . Au fil des années, le terme sadisme est utilisé par les journalistes, critiques et éditorialistes, à tel point que le mot devient un lieu commun pour évoquer des meurtres, mais aussi les écrits et les comportements d'écrivains, d'artistes, de politiciens.
En 1886, le psychiatre Richard von Krafft-Ebing emprunte le terme pour décrire une pathologie. Il désigne une perversion sexuelle (bastonnade, flagellation, humiliation physique et morale), qui représente un « mode de satisfaction lié à la souffrance infligée à autrui ».

## Approche psychanalytique
En psychanalyse, le sadisme est couplé au masochisme : chez Freud, il est premier dans la première théorie des pulsions ; dans la seconde théorie des pulsions déterminée par l'introduction de la pulsion de mort, le rapport s'inverse.
D'après Élisabeth Roudinesco et Michel Plon, le terme « sadisme », qui relève surtout de la sexologie, a été repris en psychanalyse par Sigmund Freud dans le cadre d'une théorie de la pulsion et de la perversion : la théorie freudienne s'étend « à d'autres actes que les perversions sexuelles ». Chez Freud et ses héritiers, le terme « sadisme » est couplé au terme « masochisme », et ce nouveau vocable ainsi formé de « sado-masochisme » s'est imposé dans la terminologie psychanalytique.
Au niveau de la première théorie freudienne des pulsions, le sadisme est la forme active de la même perversion dont le masochisme est la forme passive. Freud écrit en effet dans les Trois essais sur la théorie sexuelle (1905) : « Un sadique est toujours en même temps un masochiste ». Dans Pulsions et destins des pulsions (1915), il considère que le sadisme est « antérieur au masochisme ». En tant qu'agression contre autrui, la souffrance de l'autre « n'est corrélative d'aucun plaisir sexuel »: le but de la pulsion ne consiste pas à « infliger de la douleur ». Dans le sadisme s'exerce « la pulsion d'emprise », telle que celle-ci est notamment présente chez l'enfant sadique.
Dans la seconde théorie freudienne des pulsions (1920 : Au-delà du principe de plaisir, introduction de la pulsion de mort), le rapport d'antériorité entre sadisme et masochisme va s'inverser, le sadisme n'est plus premier : le masochisme ne « succède pas » au temps d'une agressivité première « tournée vers un objet extérieur ». Ayant posé un « masochisme primaire », où « toute la pulsion de mort est tournée contre le sujet lui-même », Freud écrit en 1924 dans Le problème économique du masochisme : « Une partie de cette pulsion est mise directement au service de la pulsion sexuelle où son rôle est important. C'est là le sadisme proprement dit ».

## Manuel diagnostique et statistique des troubles mentaux
Un autre terme, celui de trouble de la personnalité sadique, était exposé dans la troisième version du Manuel diagnostique et statistique des troubles mentaux (DSM-III-R), publié par l'Association américaine de psychiatrie (AAP), comme diagnostic psychologique et médicale pour les individus particulièrement prompt au sadisme. Ce diagnostic a été retiré des versions ultérieures DSM-IV et V. Le terme de « trouble de la personnalité non spécifié » peut alors parfois être utilisé pour classer les personnalités à forte composante sadique.